# Distrikt Capacmarca
Der Distrikt Capacmarca, alternative Schreibweise: Distrikt Ccapacmarca, liegt in der Provinz Chumbivilcas in der Region Cusco in Südzentral-Peru. Der am 2. Januar 1857 gegründete Distrikt hat eine Fläche von 267 km². Beim Zensus 2017 wurden 4221 Einwohner gezählt. Im Jahr 1993 lag die Einwohnerzahl bei 4931, im Jahr 2007 bei 4593. Die Distriktverwaltung befindet sich in der 3565 m hoch gelegenen Ortschaft Ccapacmarca (oder Capacmarca) mit 818 Einwohnern (Stand 2017). Ccapacmarca liegt 50 km nördlich der Provinzhauptstadt Santo Tomás sowie 55 km südlich der Regionshauptstadt Cusco.

## Geographische Lage
Der Distrikt Capacmarca liegt im äußersten Norden der Provinz Chumbivilcas. Er hat eine Längsausdehnung in Nord-Süd-Richtung von 23 km sowie eine Breite von 16 km. Der Distrikt liegt im Andenhochland. Der Fluss Río Santo Tomás fließt entlang der westlichen Distriktgrenze nach Norden.
Der Distrikt Capacmarca grenzt im Westen an den Distrikt Mara (Provinz Cotabambas), im Norden an den Distrikt Ccapi (Provinz Paruro), im Osten an die Distrikte Accha und Omacha (beide in der Provinz Paruro) sowie im Süden an den Distrikt Colquemarca.